# Górniki (województwo świętokrzyskie)
Górniki – wieś sołecka w Polsce położona w województwie świętokrzyskim, w powiecie koneckim, w gminie Radoszyce.
W latach 1954–1959 wieś należała i była siedzibą władz gromady Górniki, po jej zniesieniu w gromadzie Radoszyce. W latach 1975–1998 miejscowość administracyjnie należała do województwa kieleckiego.
Wierni Kościoła rzymskokatolickiego należą do parafii NMP Królowej Świata w Węgrzynie.

## Części wsi
| SIMC    | Nazwa     | Rodzaj    |
| ------- | --------- | --------- |
| 1017936 | Pastwiska | część wsi |

## Historia
Górniki  w wieku XIX – wieś rządowa w powiecie koneckim, gminie Grodzisko, parafii Radoszyce. 

W roku 1883 było tu 19 domów 92 mieszkańców 281 mórg ziemi włościańskiej i 1 morga rządowej.